# Campionato Rondoniense 2022
Il Campionato Rondoniense 2022 è stata la 32ª edizione della massima serie del campionato rondoniense. La stagione è iniziata il 20 febbraio 2022 e si è conclusa il 14 aprile successivo.

## Stagione

### Novità
Al termine della stagione 2021, sono retrocesse nella seconda divisione Genus e Ji-Paraná. Dalla seconda divisione, invece, sono state promosse Pimentense e Genus (il campionato di seconda divisione è stato giocato al termine della prima divisione).

### Formato
Le sei squadre si affrontano dapprima in una prima fase, composta da un unico girone da sei squadre. Le prime quattro classificate di tale girone, accederanno alla seconda fase. Non sono previste retrocessioni.
La prima classificata della prima fase e la vincitrice della seconda fase, si contenderanno il titolo statale in una doppia sfida finale. Nel caso una squadra abbia vinto ambedue le fasi, questa sarà dichiarata campione e la doppia sfida finale non verrà disputata.
La formazione vincitrice, potrà partecipare alla Série D 2023, alla Coppa del Brasile 2023 e alla Copa Verde 2023.

## Risultati

### Prima fase
|  | Pos. | Squadra          | Pt | G | V | N | P | GF | GS | DR  |
|  | ---- | ---------------- | -- | - | - | - | - | -- | -- | --- |
|  | 1.   | Real Ariquemes   | 13 | 5 | 4 | 1 | 0 | 10 | 4  | +6  |
|  | 2.   | União Cacoalense | 8  | 5 | 2 | 2 | 1 | 9  | 6  | +3  |
|  | 3.   | Genus            | 8  | 5 | 2 | 2 | 1 | 8  | 5  | +3  |
|  | 4    | Porto Velho (-6) | 3  | 5 | 2 | 3 | 0 | 14 | 7  | +7  |
|  | 5.   | Rondoniense      | 3  | 5 | 1 | 0 | 4 | 8  | 14 | -6  |
|  | 6.   | Pimentense       | 0  | 5 | 0 | 0 | 5 | 5  | 18 | -13 |

Legenda:
      Vincitrice della prima fase e ammessa seconda fase.
      Ammessa alla seconda fase.
Note:
Tre punti a vittoria, uno a pareggio, zero a sconfitta.

### Seconda fase
|  | Semifinali | Semifinali           | Semifinali | Semifinali | Semifinali |  |  | Finale | Finale           | Finale | Finale | Finale |  |
|  |            |                      |            |            |            |  |  |        |                  |        |        |        |  |
|  | 3          | Genus                | 0          | 0          | 1          |  |  |        |                  |        |        |        |  |
|  | 2          | União Cacoalense     | 0          | 2          | 0          |  |  | 2      | União Cacoalense | 0      | 1      | 1      |  |
|  | 4          | Porto Velho          | 2          | 1          | 2 (0)      |  |  | 1      | Real Ariquemes   | 1      | 1      | 2      |  |
|  | 1          | Real Ariquemes (dtr) | 1          | 2          | 2 (3)      |  |  |        |                  |        |        |        |  |